# TOI-2338
TOI-2338 — одиночная звезда в созвездии Голубя на расстоянии около 996 световых лет (около 305 парсек) от Солнца. Видимая звёздная величина звезды — +12,483m. Возраст звезды определён как около 7 млрд лет.
Вокруг звезды обращается, как минимум, одна планета.

## Характеристики
TOI-2338 — жёлтый карлик спектрального класса G3V. Масса — около 0,99 солнечной, радиус — около 1,05 солнечного, светимость — около 0,97 солнечной. Эффективная температура — около 5452 K.

## Планетная система
В 2023 году командой астрономов, работающих в рамках проекта TESS, было объявлено об открытии планеты TOI-2338 b.